# 피에트로 메타스타시오
피에트로 메타스타시오(Pietro Metastasio, 1698년 1월 3일 - 1782년 4월 12일)는 이탈리아의 시인이며 가극 대본의 작가이다. 본명은 피에트로 안토니오 도메니코 보나벤투라 트라파시(이탈리아어: Pietro Antonio Domenico Bonaventura Trapassi)이다.

## 생애
로마에서 출생하였다. 1709년 그가 가두에서 즉흥적으로 시를 읊는 것을 본 평론가 지오반니 그라비나(1664-1718)의 인정을 받아 고전관계 교육을 받고 그라비나의 양자가 되어 유산을 상속받았다. 1720년 나폴리에 이사하여 그 다음해에 가극(歌劇) 〈서방(西邦)의 화원〉으로 성공을 거두고 극중 비너스 역(役)으로 분한 스타의 사랑을 얻어 가정을 이루었고, 〈버림받은 디도네〉 등 그녀를 위해 저작했다. 1730년 오스트리아의 궁정 시인으로 추대되어서 빈으로 나아가 안토니오 칼다라와 함께 작업했으며, 〈티토의 인자(仁慈)〉 〈테미스토클레스〉 등을 발표해 그 명성을 널리 떨치다가 그곳에서 사망하였다. 그 후에는 요한 아돌프 하세와 걸작 〈아틸리오 레골로〉(1750), <루지에로> (1771) 외에 62편의 멜로드라마를 썼으나 경쾌한 가락의 아름다움과 쉽고 밝은 대사로 대중 취향의 뛰어난 가극이었을 뿐 깊이도 강한 감격도 없는 작품이었다. 마침내 독일 풍의 오케스트라가 발전하여 새로운 오페라 대본이 등장함에 따라 사람들에게서 잊혀졌다. 그 밖에 수다한 시편(詩篇)과 그리스 극(劇)에 관한 평론, 자서전적인 흥미를 풍기는 서간집이 있다.